# Domherrenhaus. Historisches Museum Verden

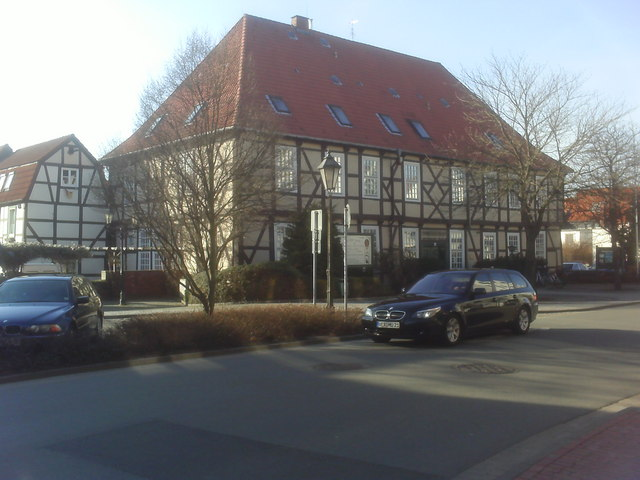
Das Domherrenhaus, 2010

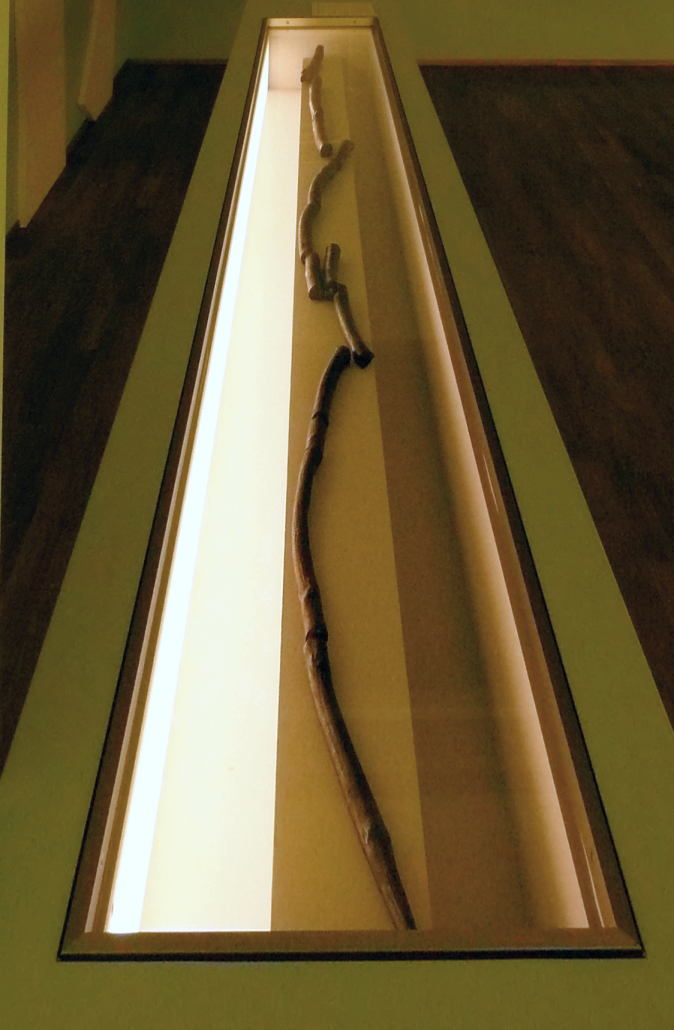
Die Lanze von Lehringen hinterließen Neandertaler vor über 100.000 Jahren

Das Historische Museum Domherrenhaus Verden ist ein Museum in der niedersächsischen Stadt Verden (Aller). Es befindet sich in der Trägerschaft eines 1919 gegründeten, gemeinnützigen Vereins gleichen Namens. Das Haus verfügt über eine Sammlung, die die über 1000 Jahre alte Geschichte von Stadt und Region Verden vermittelt.
Das Museum befindet sich seit 1937 im Stadtzentrum in einer barocken Hofanlage nahe dem Dom zu Verden. Im einstigen Domherrenhaus aus dem Jahr 1708 werden auf etwa 900 m² Ausstellungsfläche kulturgeschichtliche und volkskundliche Artefakte der Verdener Stadtgeschichte und der umgebenden Region ausgestellt. De Ausstellung bietet eine Zeitreise, ausgestattet mit diversen Dioramen, einer Jagdinszenierung, einem sprechenden Stein und einem „steinzeitlichen“ Zelt. Von großer überregionaler Bedeutung ist die Lanze von Lehringen. Dies ist ein 1948 entdeckter und seit 1955 im Museum befindlicher Spieß aus der Zeit der Neandertaler. Zu ihm gehören wenige Überreste der Jagdbeute in Form eines Europäischen Waldelefanten. 1998 wurde die Umgestaltung der im Erdgeschoss des Hauses befindlichen prähistorischen Abteilung abgeschlossen.
Zur ebenfalls im Erdgeschoss dokumentierten Stadtgeschichte wurde ein Modell hergestellt, das die Stadt um 1663 zeigt. Zu dieser Zeit war sie per Dekret der schwedischen Königin Christina aus zwei getrennten und zerstrittenen Orten vereint worden. Dies waren die von Klerus und Adel geprägte Süderstadt und die von alteingesessenen Kaufleuten und Handwerkern erbaute Norderstadt. In einem weiteren Raum wird Einblick in die Verdener Kirchengeschichte gegeben.
Im ersten Obergeschoss befinden sich Darstellungen und Objekte aus der Wohn- und Alltagskultur des 18. und 19. Jahrhunderts inklusive alter Spielzeuge. Auch wird die Garnisonsgeschichte dargestellt und in der 2018 fertig gestellten „Kostbarkeitenkammer“ befinden sich verschiedenste Exponate kennen, die für ihre Eigentümer von hohem Wert waren. Außerdem wird eine Apotheke gezeigt, die den Werdegang des dazugehörigen Berufes darstellt. Weitere Berufe, vom Holzschuhmacher bis zur Spinnerin dokumentieren die Handwerkstätten im Obergeschoss, unter anderem das sogenannte „Zinnfiguren-Kabinett“. Das Museum verfügt über rund 400 Modeln einer Verdener Zinngießerfamilie namens Engels, mit denen sich zahlreiche Einzelmotive bis hin zu ganzen Szenarien nachgießen lassen.
Das Historische Museum Domherrenhaus ist zugleich ein Traustandort des Verdener Standesamtes. In einem eleganten Zimmer mit einer vollständigen Einrichtung des frühen 20. Jahrhunderts, dem „Beckmann-Zimmer“, inklusive Majolikaofen und bespielbarem Flügel finden Trauungen statt.